# Cratere Pavlinka
Pavlinka  è un cratere sulla superficie di Venere.